# Tit Mari
Tit Mari (en llatí Titus Marius) va ser un soldat romà natural d'Urbinium. Formava part de la gens Mària, una gens romana d'origen plebeu.
L'historiador Valeri Màxim explica, sense indicar-ne els motius, que des de la més baixa categoria militar va ascendir, gràcies als favors d'August, a les més altes categories militars, amb les que es va enriquir considerablement.